# Ted Temme
Edward Harry Temme, detto Ted (Plaistow, 16 settembre 1904 – Padova, 20 giugno 1978), è stato un nuotatore e pallanuotista britannico, che ha disputato le Olimpiadi di Amsterdam 1928 e di Berlino 1936.
Temme fu il primo uomo ad attraversare a nuoto la Manica in entrambe le direzioni, dalla Francia all'Inghilterra il 5 agosto 1927 e dall'Inghilterra alla Francia il 18 agosto 1934.
Fu membro della squadra britannica di pallanuoto che arrivò quarta alle Olimpiadi di Amsterdam 1928, giocando in quattro partite.
Otto anni dopo, fece parte della squadra britannica che finì ottava alle Olimpiadi di Berlino 1936, giocando sei partite.